# Фигероа, Гарсиа
Дон Гарси́а де Си́льва Фигеро́а (исп. García de Silva Figueroa; 29 декабря 1550, Сафра — 27 июля 1624, Атлантический океан) — испанский путешественник и дипломат.

## Биография
Служил в армии, в 1617—1619 гг. находился при дворе персидского шаха Аббаса I. Написал: «De Rebus Persarum epistola» (Антверпен, 1620), «Totius Legationis Suae et Indicaruin rerum Persidisque commentarii» (осталась в рукописи). Один из состоявших при посольстве составил по этому сочинению трактат, изданный Викфором на французском языке: «L’Ambassade… en Perse, contenant la politique de cet empire, les moeurs du roi Schah Abbas, et une relation de tous les lieux de Pare et des Indes où cet ambassadeur a été l’espace de huit ans» (Пар., 1667). Фигероа написал еще: «Breviarium Historiae hispanicae» (Лиссабон, 1628).
Памятники с клинописью у города Персеполя в Иране в 1472 году видел венецианец Иосафат Барбаро. В своей книге, вышедшей лишь в 1543 году, он упоминает клинопись. Полвека спустя руины города Персеполя посетил португальский посол в Иране Антонио де Гувеа. О своей жизни посла в Иране и при дворе шаха Аббаса I и поездках по этой стране он рассказал в книге, вышедшей в 1611 году. В ней он также упоминает клинописные надписи, которые видел в Иране. Позже развалины Персеполя заинтересовали англичанина Джона Картрайта и испанца Гарсиа де Сильва Фигероа. Последний писал о клинописи: «Все письменные значки треугольные, но удлиненные, напоминают по форме пирамиду или маленький обелиск… так что их можно отличить друг от друга только по их расположению».
Он умер в 1624 году, в море, когда возвращался из Гоа в Испанию.

## Галерея

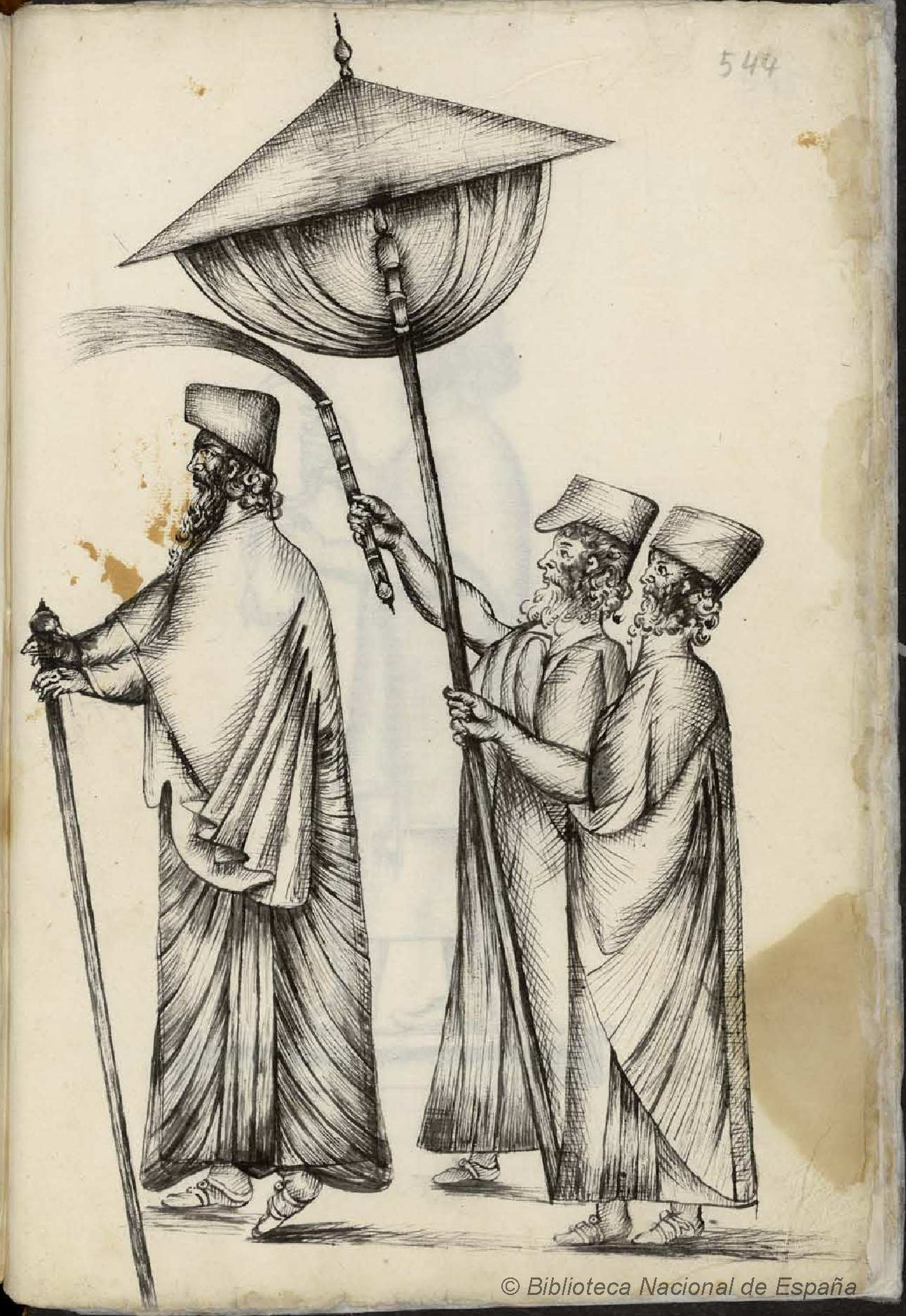
Рисунок пером, содержащийся в рукописи Гарсиа де Сильва, хранящейся в Национальной библиотеке Испании, рукопись 553.

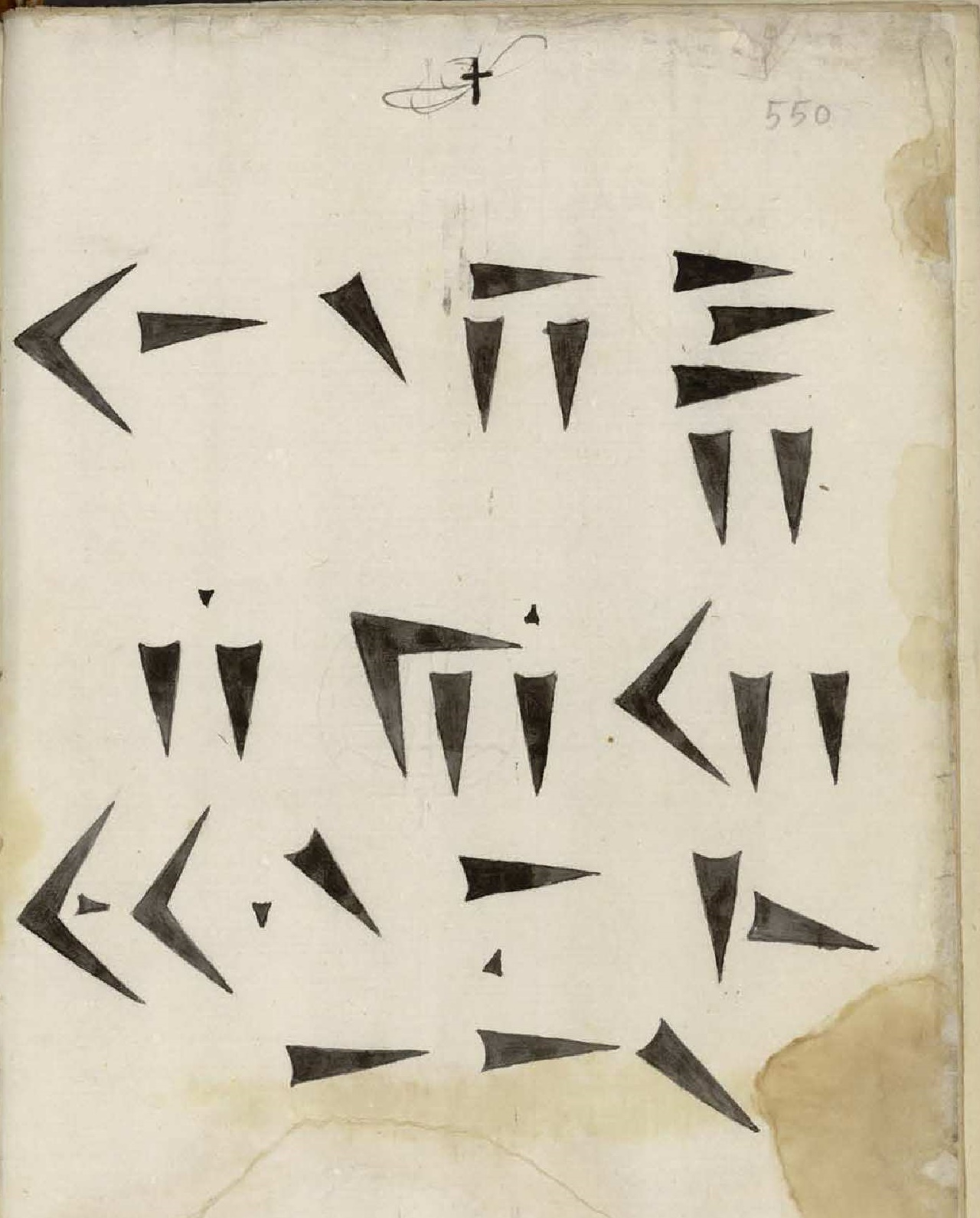
Клинопись, нарисованная пером в Comentarios de don García de Silva que contienen su viaje a la India y de ella a Persia cosas notables que vió en él y los sucesos de la embajada al Sophi, Национальная библиотека Испании, рукопись 553.

Гарсиа де Сильва в масле на холсте, написанном Алехандро Кабесой в 2017 году. На основе описания испанского посла, оставленного Пьетро Делла Валле.